# Lijst van zwarte madonna's
Op de volgende plaatsen in de wereld zijn zwarte madonna's te vinden:

## In Europa

### West-Europa

#### België
- Tongeren: 12e eeuw
- Halle in de Sint-Martinusbasiliek: vroeg 13e eeuw
- Brussel (stad), St. Katharina: 14e eeuw
- Doornik: Onze-Lieve-Vrouw van Vlaanderen, geschenk van een Spaanse officier uit 1568, die daarmee een in 1566 vernielde Madonna verving.
- Dinant: 1609 in een oude eik gevonden.
- Lier: 17e eeuw
- Verviers: 1674
- Brugge: Maria-schilderij uit 1676.
- Luik (stadsdeel Outremeuse)
- Poperinge
- Walcourt beeld uit de 11e eeuw, dat vermoedelijk in 1220 bij een brand zwart werd.
- Waver: beeld in Onze Lieve Vrouwkerk van Basse Wavre.
- Hoeleden: in een bakstenen hoekkapel achter glas.
- Houwaart: (Vlaams-Brabant) kapel van de Roeselberg
- Roeselare: De zwarte Madonna van Czestochowa

#### Duitsland

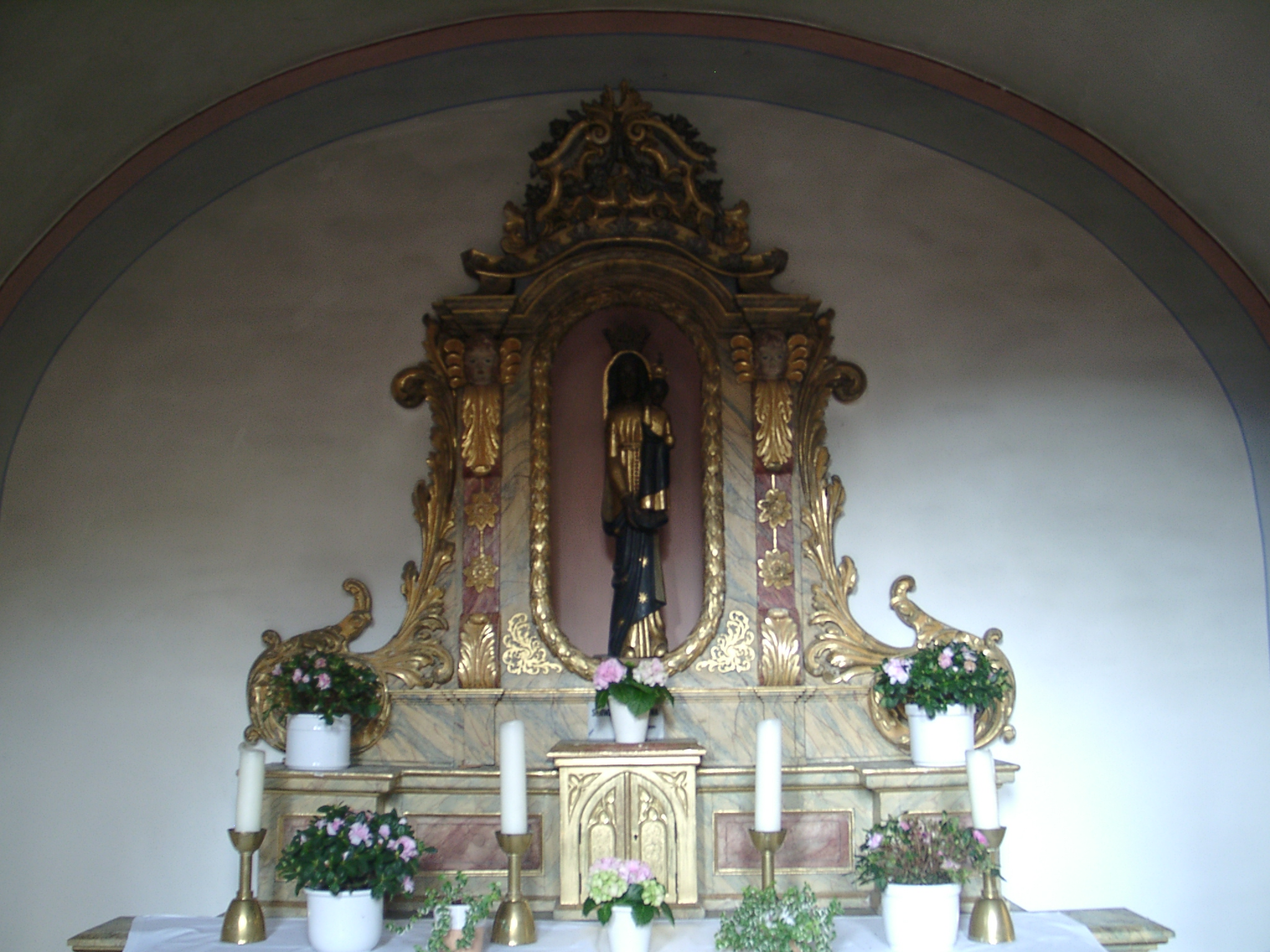
Zwarte madonna, Beilstein, Duitsland

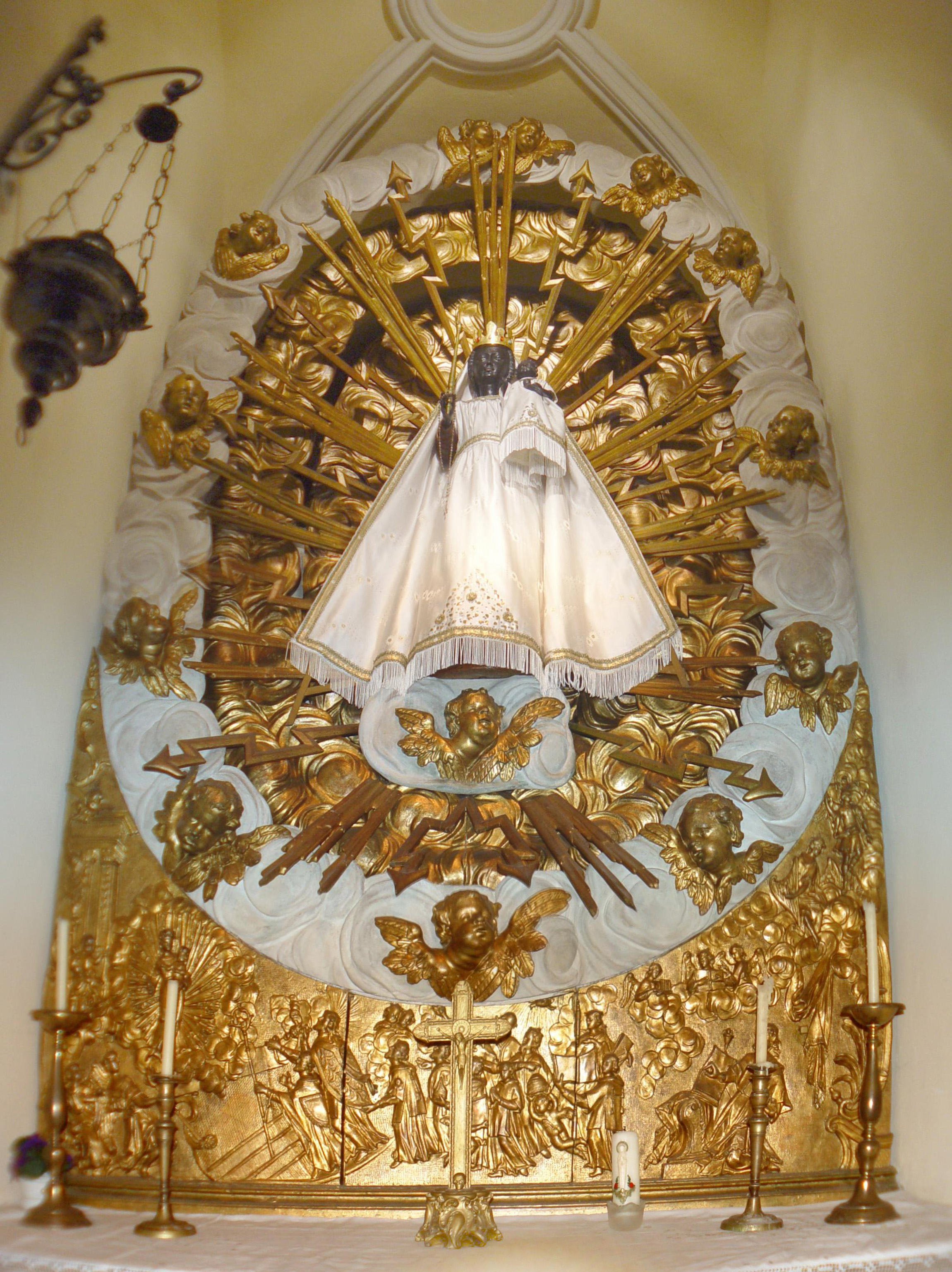
Zwarte madonna, Rastatt, Duitsland

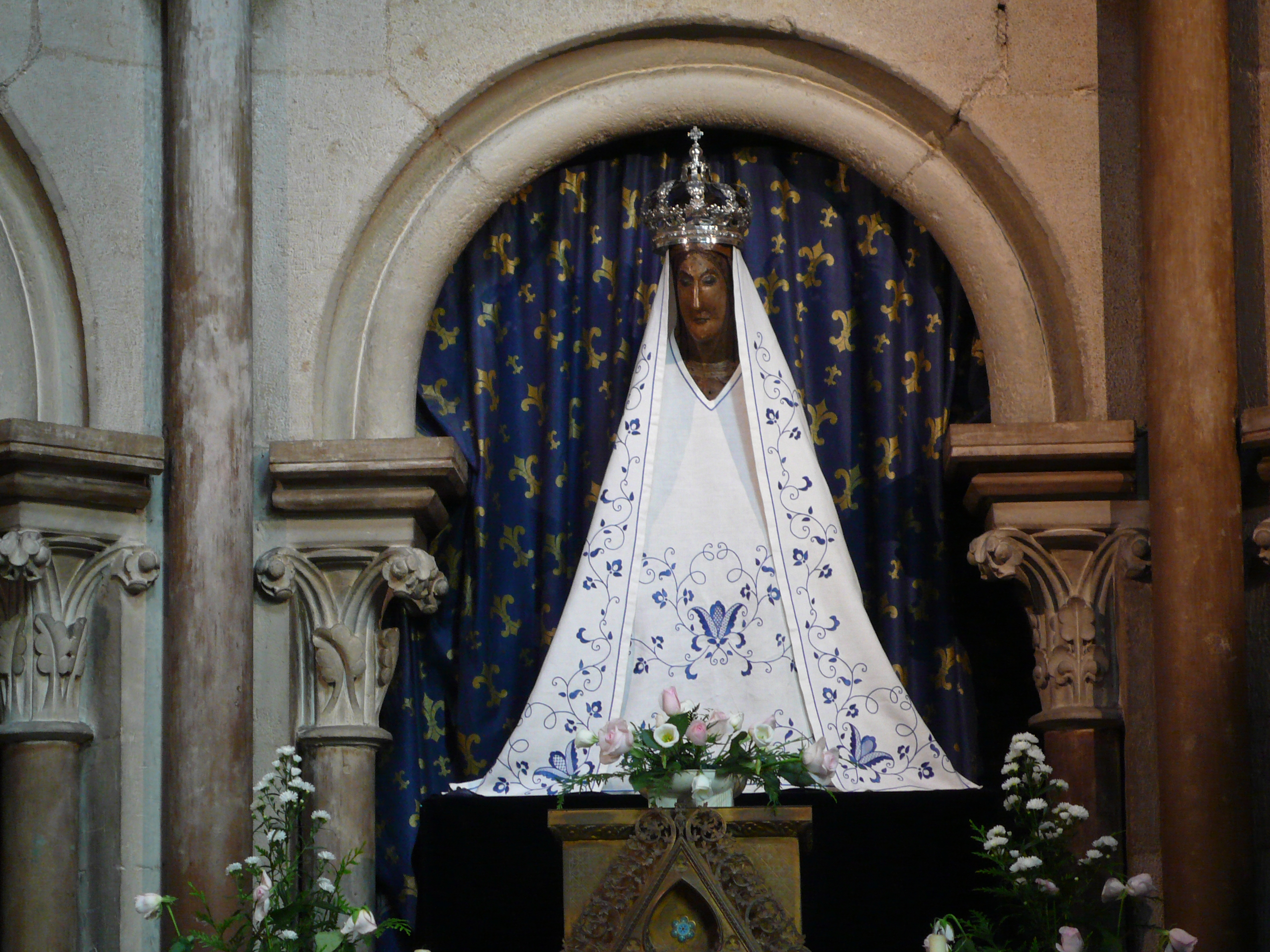
Zwarte madonna, Dion

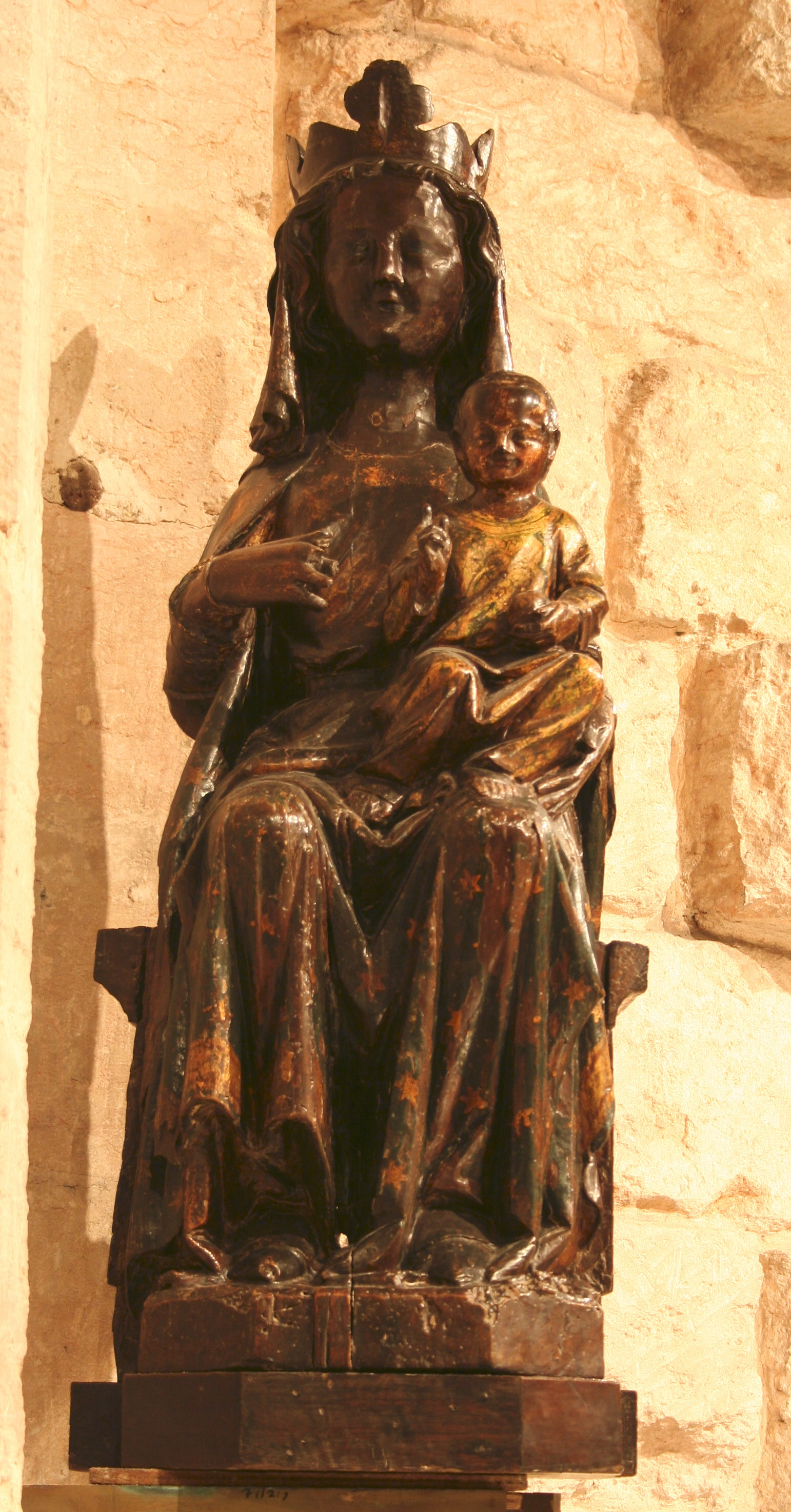
Zwarte madonna, Marseille

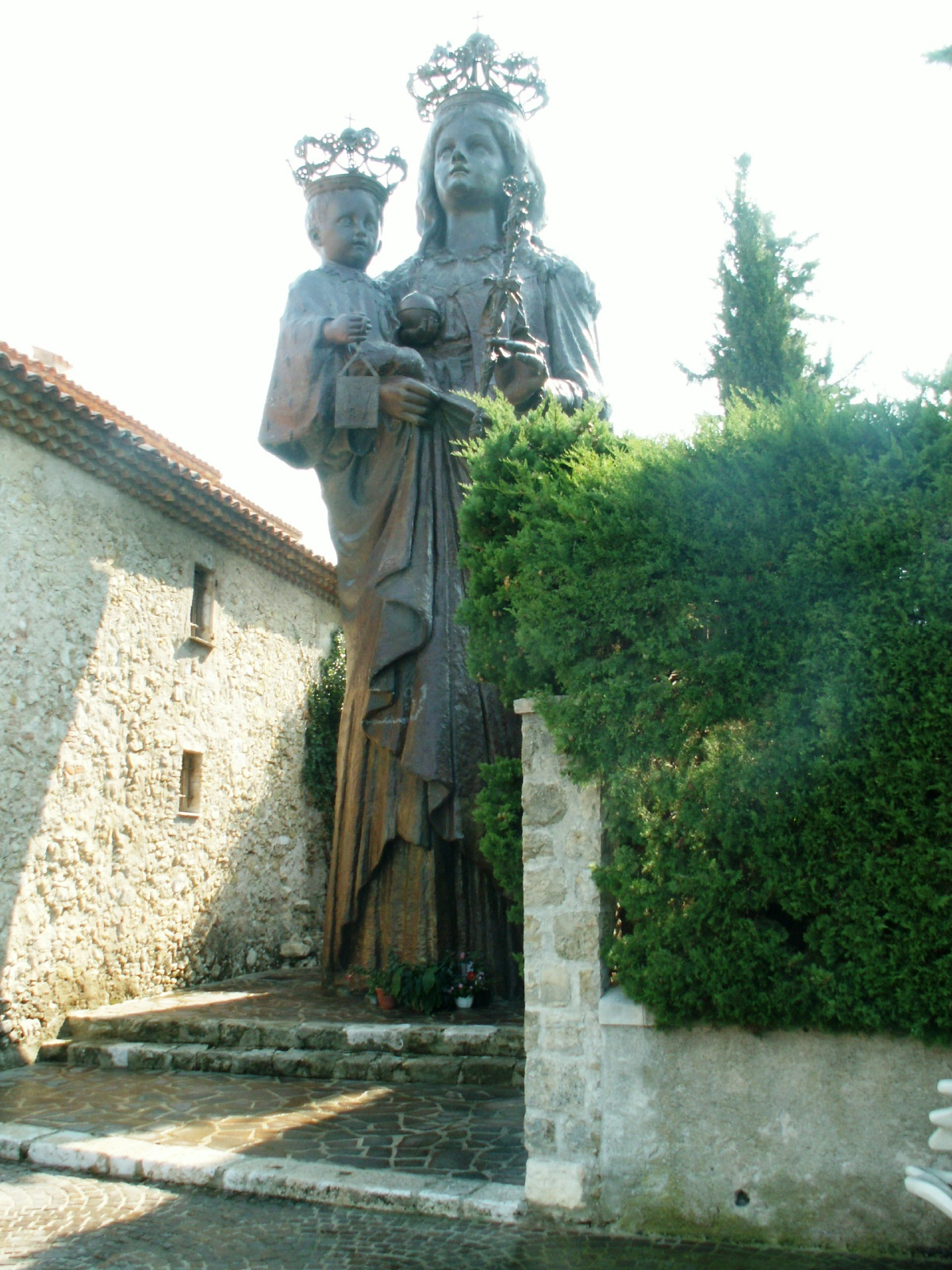
Zwarte madonna, Saint-Jean-Cap-Ferrat

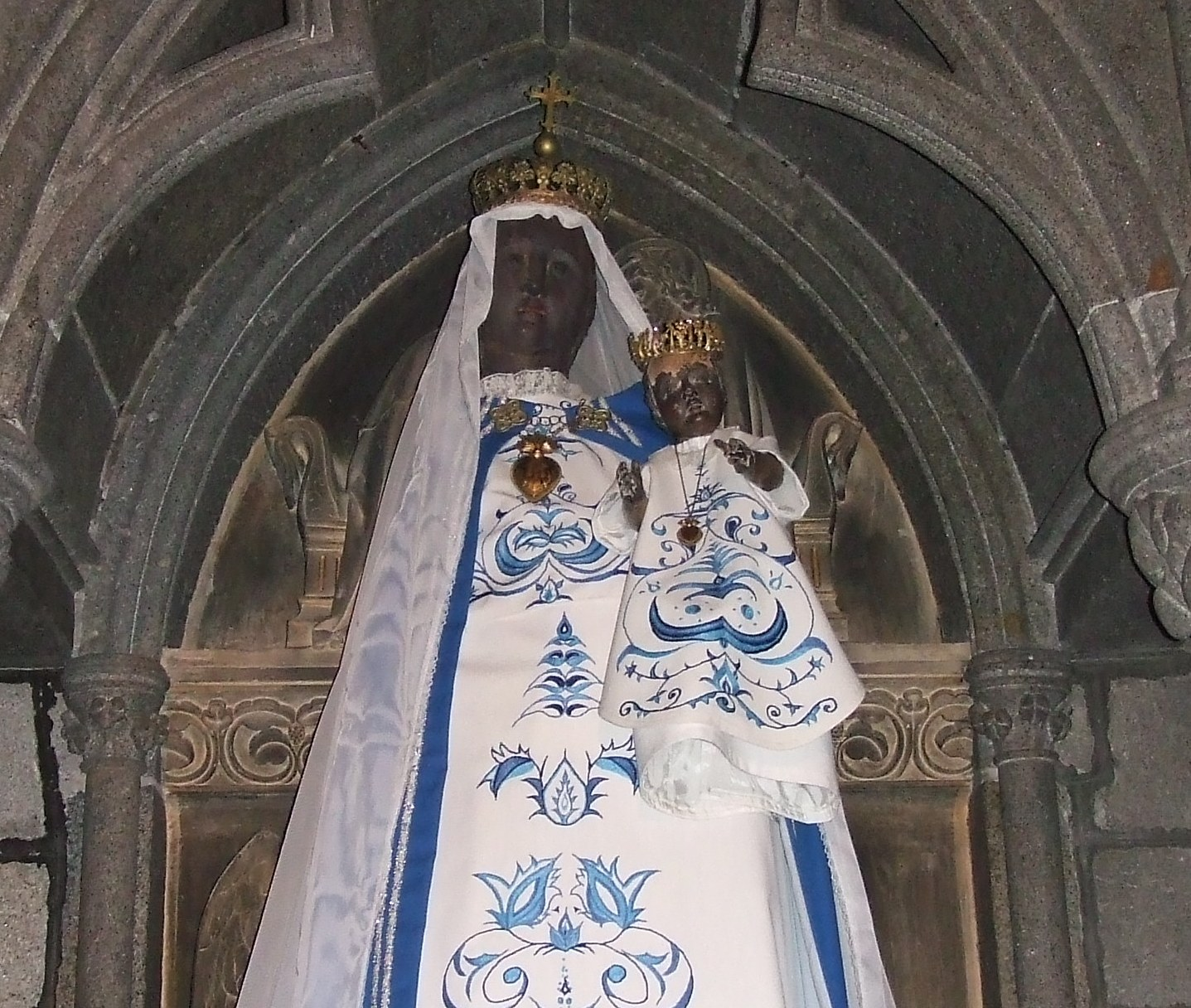
Zwarte madonna, Guincamp

In Duitsland worden zwarte madonna's onder andere vereerd in:
- Altötting (Bisdom Passau): Houten Maria met Kind uit de eerste helft van de 14e eeuw.
- Beilstein (Bisdom Trier): Beeld uit de 12e/13e eeuw van Spaanse oorsprong dat door de Spanjaarden na hun korte bezetting van Beilstein daar werd achtergelaten.
- Bielefeld: beeld uit 1220.
- Düsseldorf-Benrath, Kopie van een beeld in Kloster Einsiedeln in Zwitserland, in 1677 door graaf Philipp Wilhelm in opdracht gegeven.
- Einsiedelner Kapelle in Rastatt
- Hirschberg an der Bergstraße (Erzdiözese Freiburg) stadsdeel Leutershausen: replica van Loretto (voor 1743)
- Kapelle Schwarze Madonna (Remagen): Het beeld werd door Adolf Wamper na de Tweede Wereldoorlog in krijgsgevangenschap gemaakt van klei uit het gevangenenkamp en omdat het niet gebakken kon worden werd het meerdere keren met lijnolie behandeld om het te conserveren.
- Keulen, Hl. Maria in der Kupfergasse: Het Mariabeeld werd waarschijnlijk door een Nederlandse beeldhouwer gemaakt en bevindt zich sinds 1630 in Keulen.
- Ludwigshafen am Rhein-Oggersheim (Bisdom Speyer): Slot- en Wallfahrtskirche Mariä Himmelfahrt (Ludwigshafen) - Bedevaart naar het huis van Loreto met een madonna van zwart hout
- Mainau: kopie uit de 18e eeuw, sinds 1757 aldaar
- München: Theatinerkirche
- Regensburg: Dom - Maria-altaar, beeld uit de 13e eeuw in de stijl van de Nikopoia
- Schloss Hohenstein.
- Spabrücken (Bisdom Trier)
- Windhausen in Boppard-Herschwiesen (bisdom Trier)
  - Passau-Fürstenstein: replica van Altötting
  - Riegelsberg (Bisdom Trier): replica van Altötting

#### Frankrijk
In Frankrijk zijn zwarte madonna's bekend in:
- Aix
- Arconsat
- Aurillac
- Avioth: 12e eeuw; de kap van de boom waarvan het hout is gebruikt, is gedateerd op 1095; handen en gezicht wit geschilderd in de 19e eeuw
- Beaune
- Besse-et-Saint-Anastaise
- Boulogne-sur-Mer
- Bourbon-Lancy
- La Chapelle-Geneste
- Charlieu
- Chartres
- Clermont-Ferrand
- Cléry-Saint-André
- Commelle-Vernay
- Couterne
- Dijon in de "Notre Dame de Bon Espoire", 12e eeuw
- Dorres
- Douvres-la-Délivrande
- Err
- Ferrières-en-Gâtinais
- Font-Romeu-Odeillo-Via
- Saint-Germain-Laval
- Goult-Lumières
- Guingamp
- Saint-Jean-Cap-Ferrat
- Le Puy: Het beeld werd door Lodewijk de Heilige in 1254 meegebracht
- Liesse-Notre-Dame
- Limeuil
- Longpont-sur-Orge
- Lyon
- Maillane
- Marsat
- Marseille
- Mauriac
- Mende
- Meymac
- Mezières (Charleville-Mézières)
- Modane
- Moulins
- Murat
- Myans
- Orcival
- Orléans
- Palladuc (Notre Dame de la Lizolle)
- Parijs, kerk Saint-Étienne-des-Grès (waarschijnlijk oorspronkelijk 11e eeuw)
- Pignans
- Riom
- Rocamadour (12e eeuw)
- Saintes-Maries-de-la-Mer
- Tarascon
- Tarascon-sur-Ariège
- Thuir
- Thuret
- Toulouse
- Valfleury
- Vichy

#### Groot-Brittannië
- Mayfield, Sussex: ca. 1460
- Walsingham, Norfolk: beeld uit de 14e eeuw.

#### Luxemburg
- Luxemburg, St. Johannes: in 1805 van de abdij Marienthal naar Luxemburg gekomen, ongeveer 14e eeuw, Keulen. Pas na het verlies van Frans-Luxemburg uitgegroeid tot nationaal symbool.
- Avioth, de 12e-eeuwse zwarte madonna van dit dorp in Frans-Luxemburg was tot de verovering van het gebied door de Fransen in 1659 de beschermheilige van het Hertogdom Luxemburg

#### Nederland
- Breda,  Gebaseerd op de Zwarte Madonna van Częstochowa welke gemaakt is door Jan Gladdines in 1954, aanwezig in de Mariakapel die in het plantsoen op de hoek van de Wilhelminasingel en de Lovensdijkstraat is neergezet als dank aan de Poolse bevrijders.

#### Oostenrijk

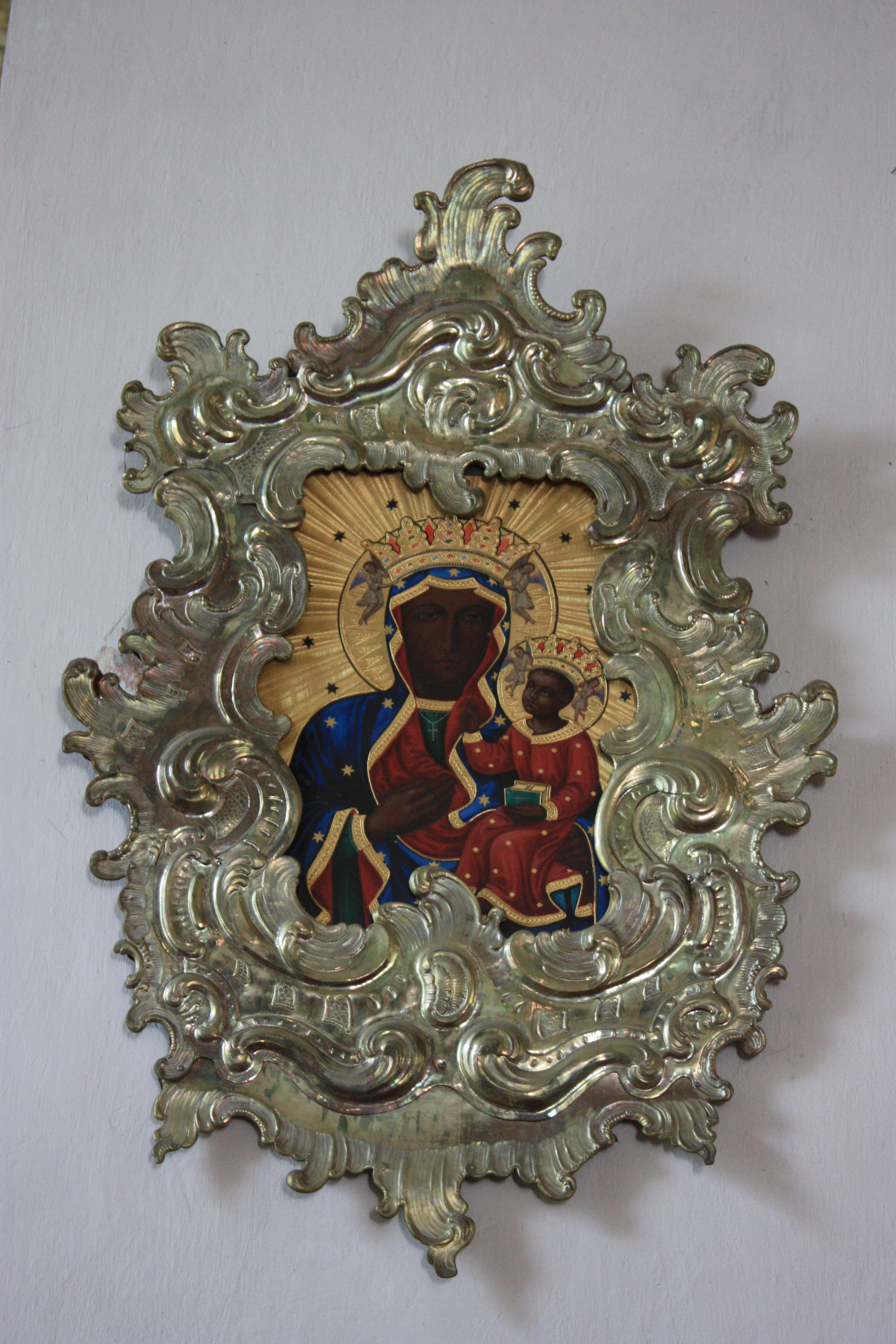
Zwarte madonna, Oostenrijk

- Loretto (Burgenland): in navolging van Loreto door Freiherr Hans Rudolf von Stotzingen († 1651) in opdracht gegeven.
- Maria Loretto (Karinthië): Slotkapel aan de Wörthersee, gebouwd in 1660 door graaf Johann von Rosenberg, Wolfgang Andrä en Georg Niklas Orsini-Rosenberg.

#### Zwitserland
In Zwitserland bestaan er zwarte madonna's in onder andere:
- Kloster Einsiedeln: 1466.
- Lenz/Lantsch: kopie uit ca. 1745
- Ascona: 16e eeuw.
- Sarnen.
- Solothurn, replica van Loreto.
- Bedevaartskerk Hergiswald (ob Kriens), Loretokapelle
- Bedevaartskerk St. Pelagiberg, Thurgau

De meest complete lijst van zwarte madonna's in Zwitserland vindt men in het boek van Margrit Rosa Schmid: Schwarz bin ich und schön. (zie: Literatur).

### Oost-Europa

#### Hongarije
- Boedapest, museum van de kerk St. Matthäus, replica van Loreto uit de 17e eeuw.
- Szeged: Servisch-orthodoxe Sint-Nicolaaskerk

#### Kroatië
- Marija Bistrica stamt uit de 15e eeuw, kwam in 1545 naar Marija Bistrica, en werd daar 1650 verborgen en gold tijdelijk als verloren, werd echter in 1684 teruggevonden.

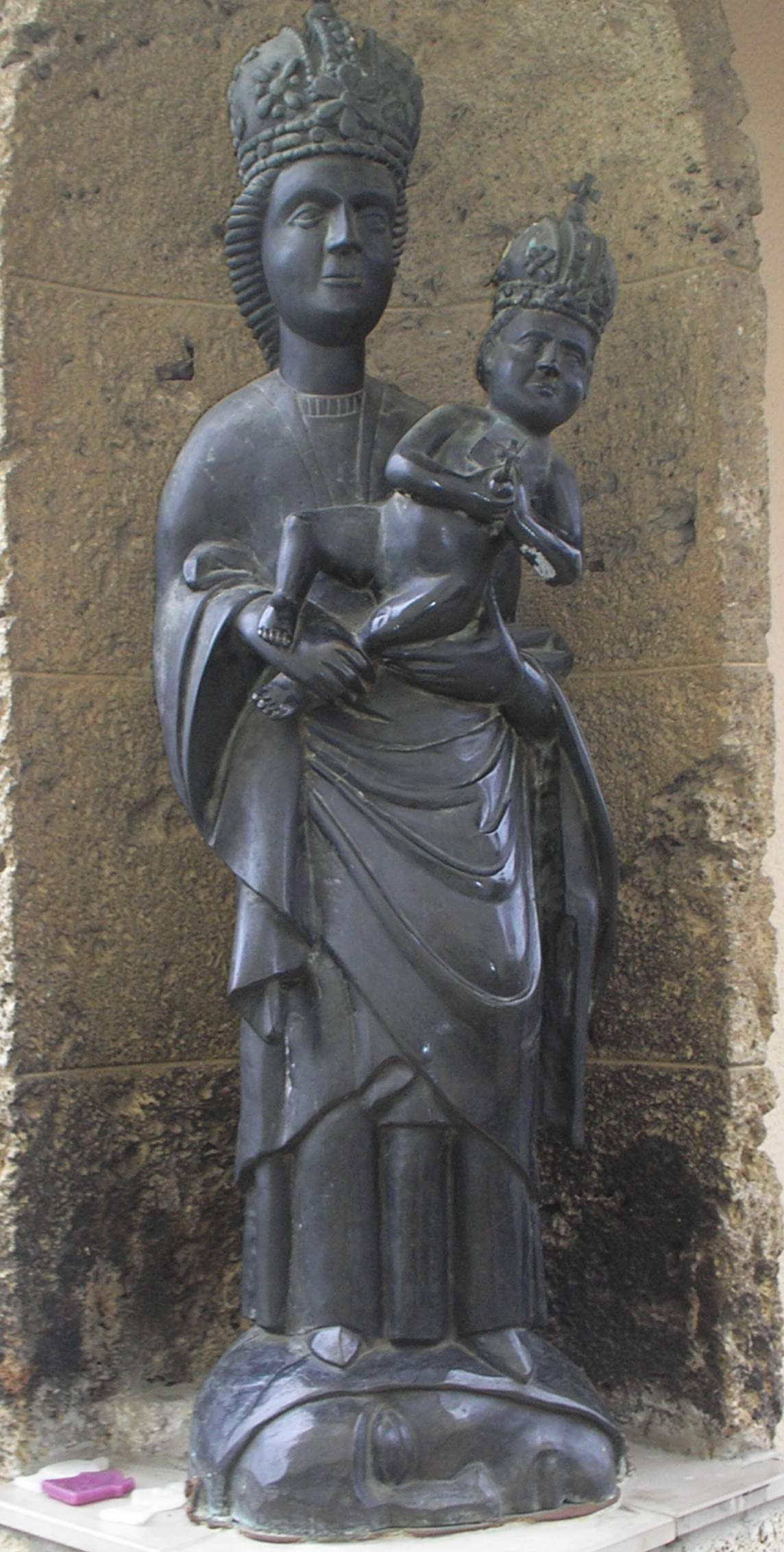
Zwarte madonna, Marija Bistrica
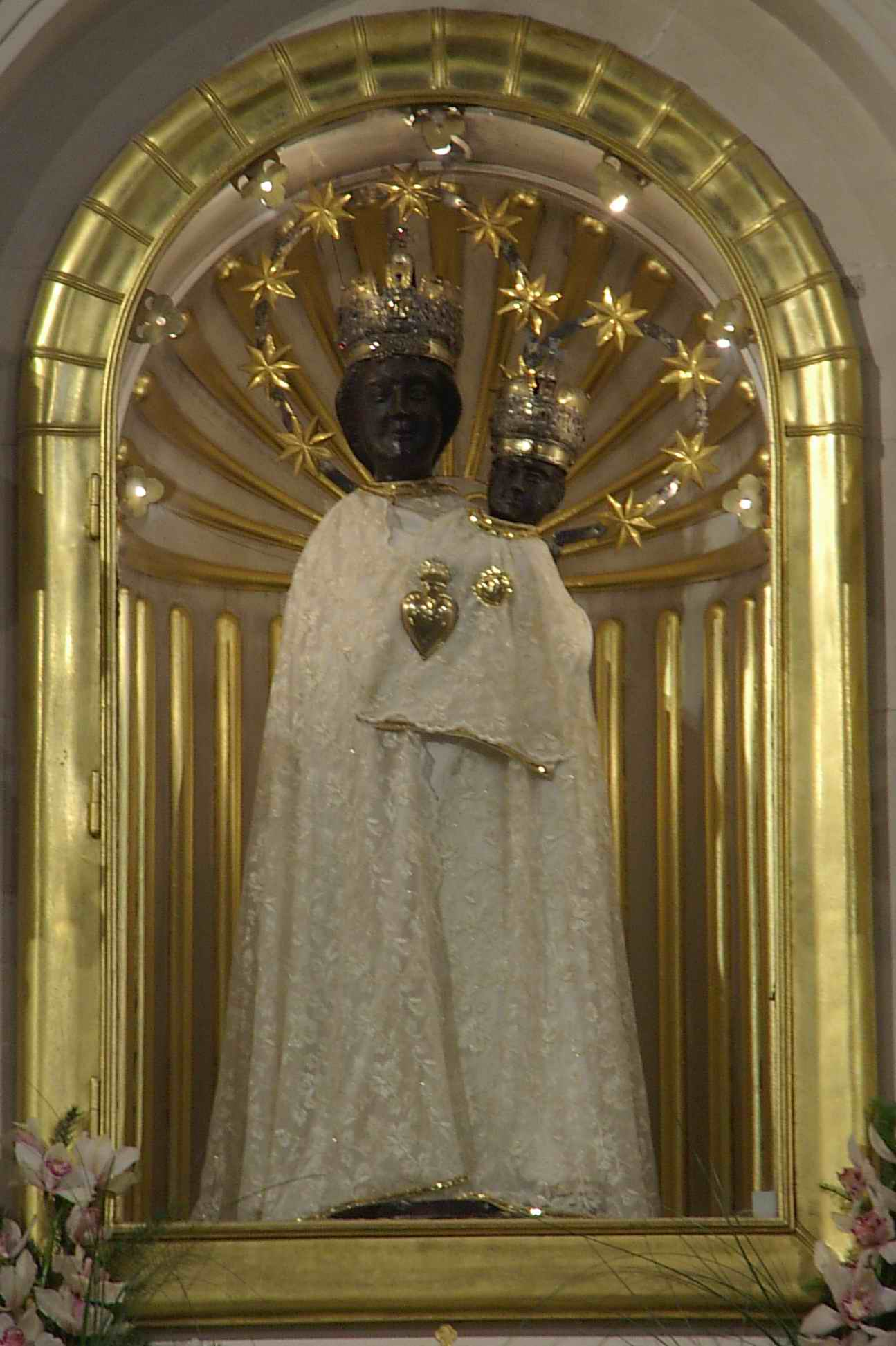
Zwarte madonna, Marija Bistrica

#### Litouwen
- Vilnius

#### Polen

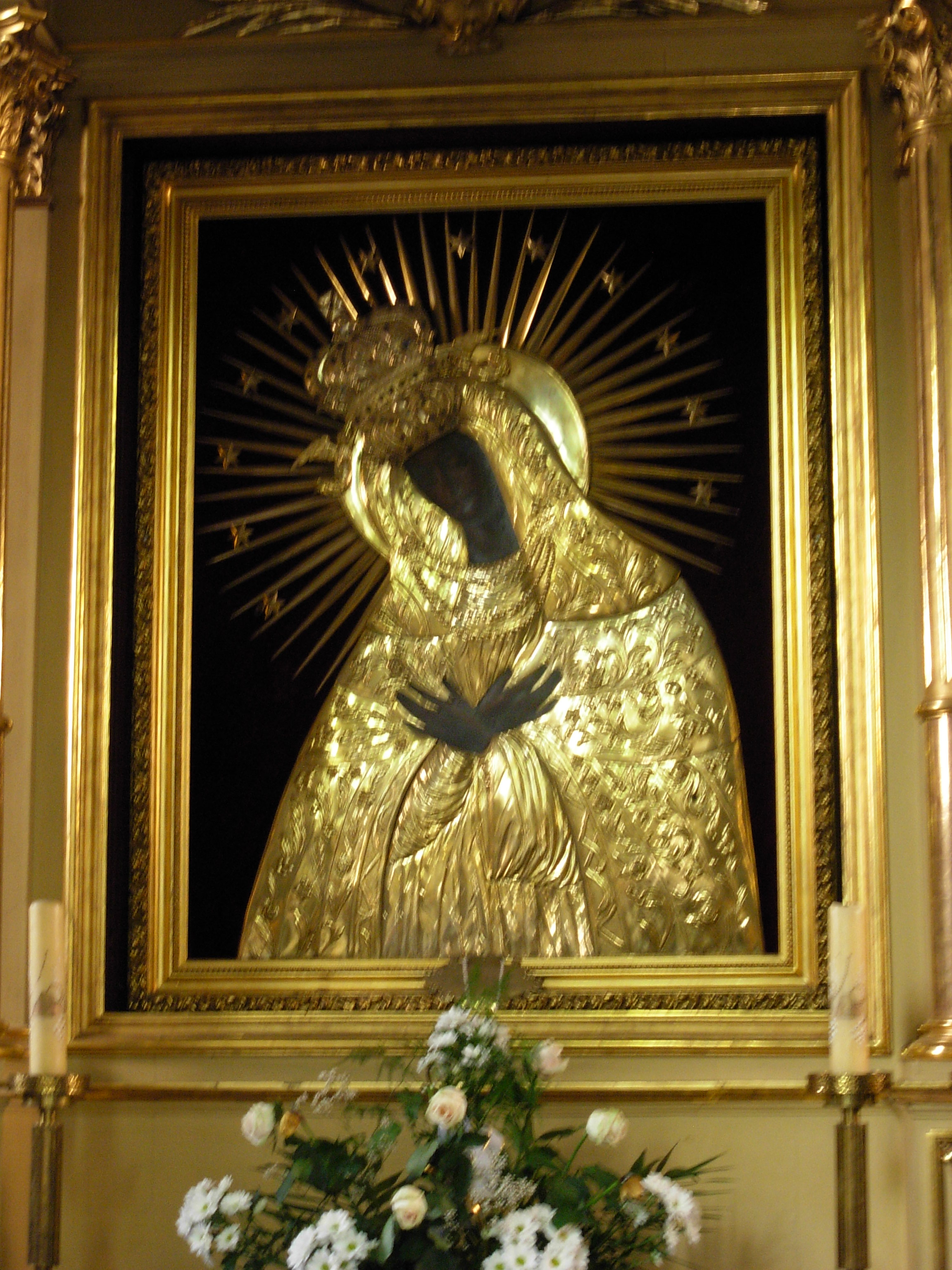
Zwarte madonna, Sandomierz

Voor de Poolse katholieken geldt de Zwarte Madonna van Częstochowa op de berg Jasna Góra als nationale schat. Het beeld is niet alleen van religieuze betekenis maar staat al sinds eeuwen symbool voor de vrijheidsdrang van de Poolse bevolking. Het behoort tot de zogenaamde Lucasschilderijen en dateert uit de tijd tussen de 6e en de 9e eeuw.
Verder:
- Konarzyny

#### Roemenië
- Rekasch, sinds 1746 vereerd, van legendarische oorsprong
- Boekarest, St. Vinera

#### Servië
- Het Mariabeeld van de berg Philermos op Rodos stamt uit de byzantijnse wereld van de 11e of 12e eeuw en wordt als schutspatroon van de Malteserorde vereerd. Van Rodos kwam het beeld via Malta naar Rusland. Na de Oktoberrevolutie kwam het in Belgrado terecht en werd sinds de Tweede Wereldoorlog vermist. Kort geleden werd het in een klooster in Servië ontdekt waar het nu nog hangt.

#### Tsjechië
Het schilderij van de "Zwarte Madonna van de St. Thomas" in Brno in Tsjechië behoort eveneens tot de volgens de legende door de evangelist Lucas geschilderde Maria-schilderijen. Het wordt voor het eerst genoemd in een document uit 1373. Volgens die bron werd het in 1356 door Karl IV aan zijn broer, graaf Johann, geschonken die het vervolgens aan de Augustijnen schonk.
Ook op de Heilige berg bij Pribram bevindt zich een beeld van een zwarte madonna.

### In Zuid-Europa

#### Italië

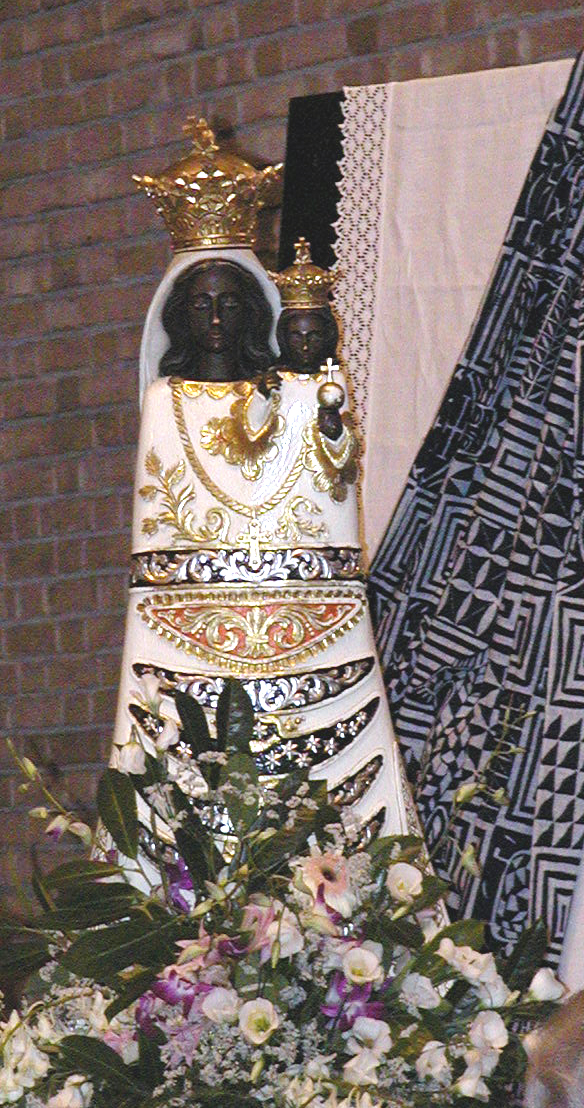
Een kopie van de Zwarte Madonna van Loreto

- De zwarte madonna in Loreto is ook buiten Italië bekend geworden. Het originele beeld werd in 1921 bij een brand vernield. Het huidige beeld is een kopie.
- Nog ouder is de Zwarte Madonna van Oropa. Volgens de legende is het geschilderd door de evangelist Lucas en werd het in de 4e eeuw door de bisschop Eusebius van Vercelli naar Oropa gebracht.

Verder vindt men in Italië zwarte madonna's in
- Pompeii (12e eeuw)
- Tindari (12e eeuw)
- Cagliari
- Crotone
- Groscavallo
- Foggia
- Trofarello
- Rivoli (Torino)
- Sampeyre
- Trana
- Lucca
- Tolentino
- Pescasseroli
- Graglia (Biella), Loreto-replica
- Frosinone
- San Severo (Foggia)
- Terlizzi
- Viggiano
- Reggio
- Tremezzo
- Itri
- Messina
- Alghero
- Napels
- Puccianiello
- Positano
- Fosso di Riale
- Fontechiari
- Lecce
- Tarquinia
- Cividale
- Bologna
- Sori
- Venedig
- Treviso
- Sondrio
- Rosarno
- Gemmano
- Longobucco
- Finero
- Palmi
- Varese
- Taufers (Südtirol): gevelsteen

#### Malta
- Valletta: toegeschreven aan Lucas
- Citta Vecchio
- San Lorenzo Burgo, toegeschreven aan Lucas
- Medina, kathedraal, toegeschreven aan Lucas

#### Portugal
- Madeira, Funchal
- Nazare, volgens de legende 4e eeuw

#### Spanje
- Nuestra Señora de Argeme, Coria.

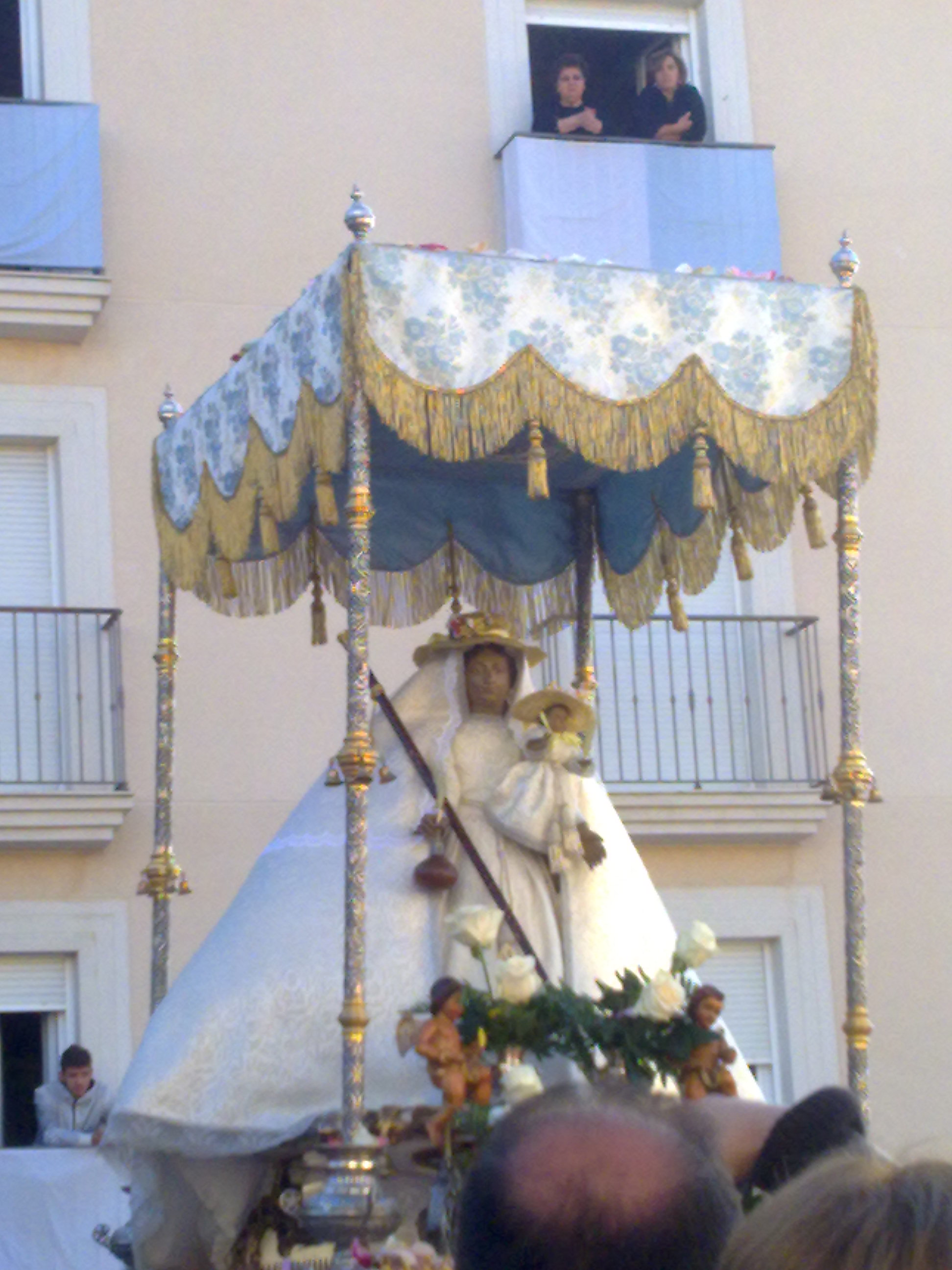
Nuestra Señora de Argeme

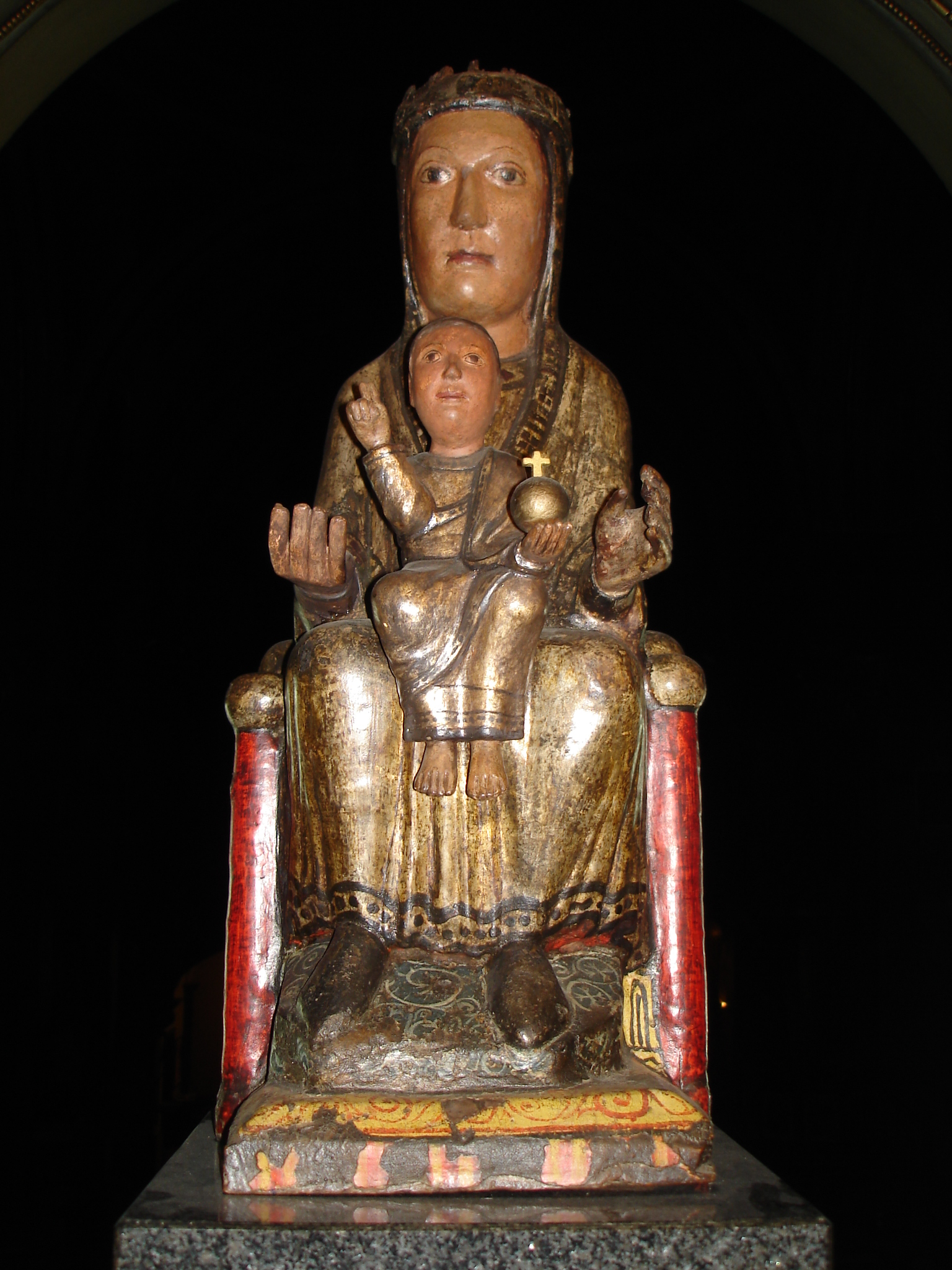
Zwarte madonna, Olot, Catalonië

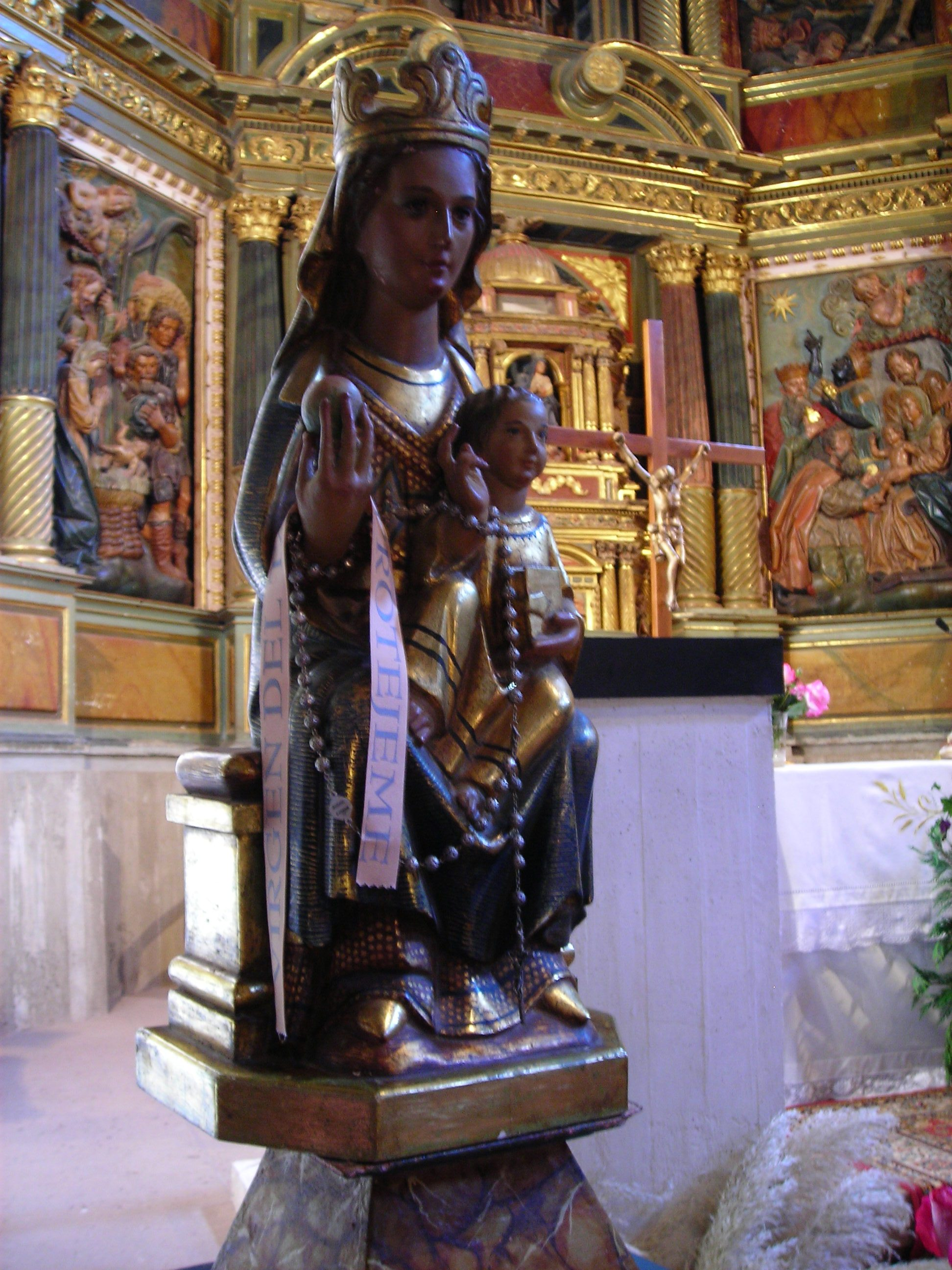
Zwarte madonna, Camprovín

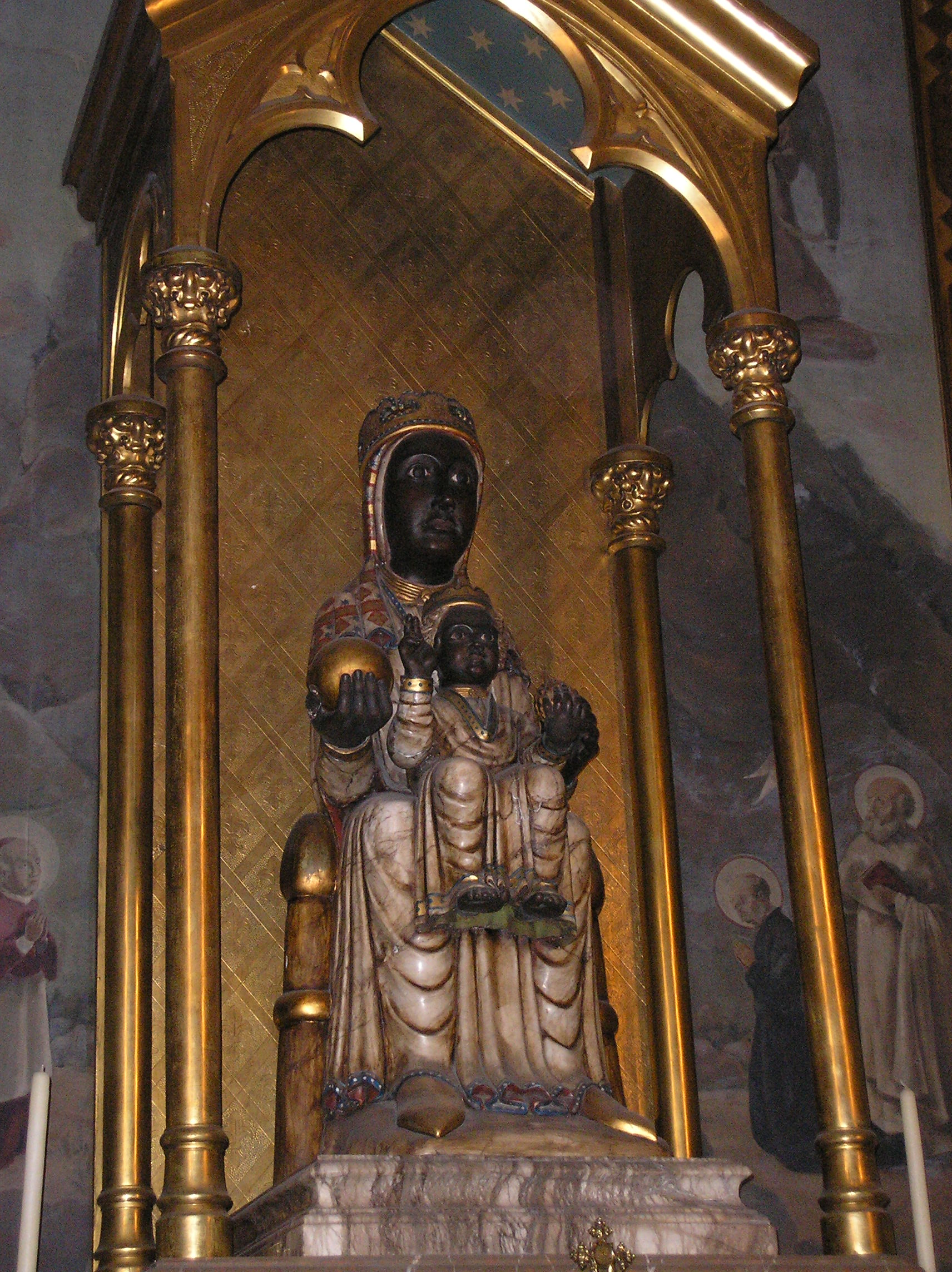
Zwarte madonna, Barcelona

Plaatsen met een zwarte madonna in Spanje zijn bijvoorbeeld:
- Montserrat bij Barcelona, Catalaans nationaal bezit: volgens de legende rond 888 gevonden, echter volgen kunsthistorici stammend uit de 12e eeuw.
- Escorca: in het Klooster Lluc op Mallorca wordt een zwarte madonna bewaard die volgens de legende door de jonge herder Lluc in 1229 in een bosje gevonden is en waarschijnlijk uit de 9e eeuw dateert.
- Agreda Soria: Madonna van Tempeliers
- Arantzazu: 1469 door een herder gevonden
- Los Arcos, Navarra: 14e eeuw
- Astrain: sinds 14e eeuw vereerd.
- Barcelona: sinds de 13e eeuw vereerd.
- Burgui
- Calatrava le Vieja
- Carrizo de la Ribera
- Carrizosa
- Candelaria (Tenerife): 1390 door herders gevonden en als heidens cultobject vereerd, in 1440 gekerstend, in 1826 vernield en vervolgens vervangen door een kopie
- Chipiona, Cádiz: 12e eeuw?
- Cuenca: door herders gevonden.
- Daroca, Saragossa: gedateerd rond 1300
- Estella, Navarra, 8e eeuw?, 1085 door herders gevonden.
- Guadalupe, Cáceres: 1326 gevonden
- Hondarribia, Gipuzkoa, vroege kopie (15e eeuw) uit Guadalupe
- Huesca
- Madrid: 12e eeuw, blijf bij de verwoesting van de stad in 1808 gespaard, volgens de legende door Lucas geschilderd
- Mijas
- Mogrony: 12e eeuw
- Monfrague: volgens de legende door Lucas gemaakt en door de graaf van Sarria uit Jeruzalem meegebracht.
- Morcin
- Muskilda
- Navas de San Juan
- Nuria-Tal, Girona: 1032 ontdekt.
- Olot, Girona: 11e/12e eeuw, volgens de legende uit 872
- Paderne
- Palencia: 12e eeuw
- Pena de Francia, Salamanca: volgens de legende uit de Karolingische tijd, na vermissing in 1434 door een Franse Franciscaanse ziener teruggevonden.
- Ponferrada: 1178 gevonden, 1573 vermist en door een kopie vervangen
- El Puig: begin 13e eeuw ontdekt
- Riglos
- Salamanca: 12e eeuw, San Marco kerk
- Salinas de Anana: 13e eeuw
- San Marcos, Tenerife
- San Vicente de la Sonsierra: volgens de legende door Lucas gemaakt
- Solsona, Lleida: 12e eeuw
- Tarazona, Zaragoza: 13e eeuw
- Toledo: 15e eeuw

In een kathedraal:
- Tolosa
- Torreciudad: meer dan 800 jaar oud
- Ujué, Navarra: 11e eeuw
- Zaragoza: 15e/16e eeuw
- Zocueca

## In Afrika
Zwarte madonna's behoren in Afrika tot de culturele aanpassingen.
- De Zwarte Madonna van Soweto

## In Amerika

#### Bolivia
In het Boliviaanse bedevaartsoord Copacabana wordt eveneens een zwarte madonna vereerd.

#### Brazilië
In Brazilië neemt de zwarte madonna als Nossa Senhora Aparecida een van de westerse versie afwijkende positie in en wordt als nationale heilige vereerd. Zij is daar ook belangrijk als schutspatrones van de vrouwen, de armen en de onderdrukten in de bevrijdingstheologie.

#### Costa Rica
- Cartago

#### Cuba
- El Cobre in Santiago de Cuba

#### Ecuador
- Quinche, vroege kopie uit 1586 van Guadalupe, Mexico

#### Mexico
Zeer geliefd is de zwarte madonna van Guadalupe, een stadsdeel van Mexico-Stad en een bekend bedevaartsoord. Volgens de legende verscheen de maagd Maria in de 13e eeuw aan de boer Gil Cordero, waarna op die plek een tempel gebouwd werd. Zij is daarom ook de schutspatrones van Mexico.

#### Verenigde Staten

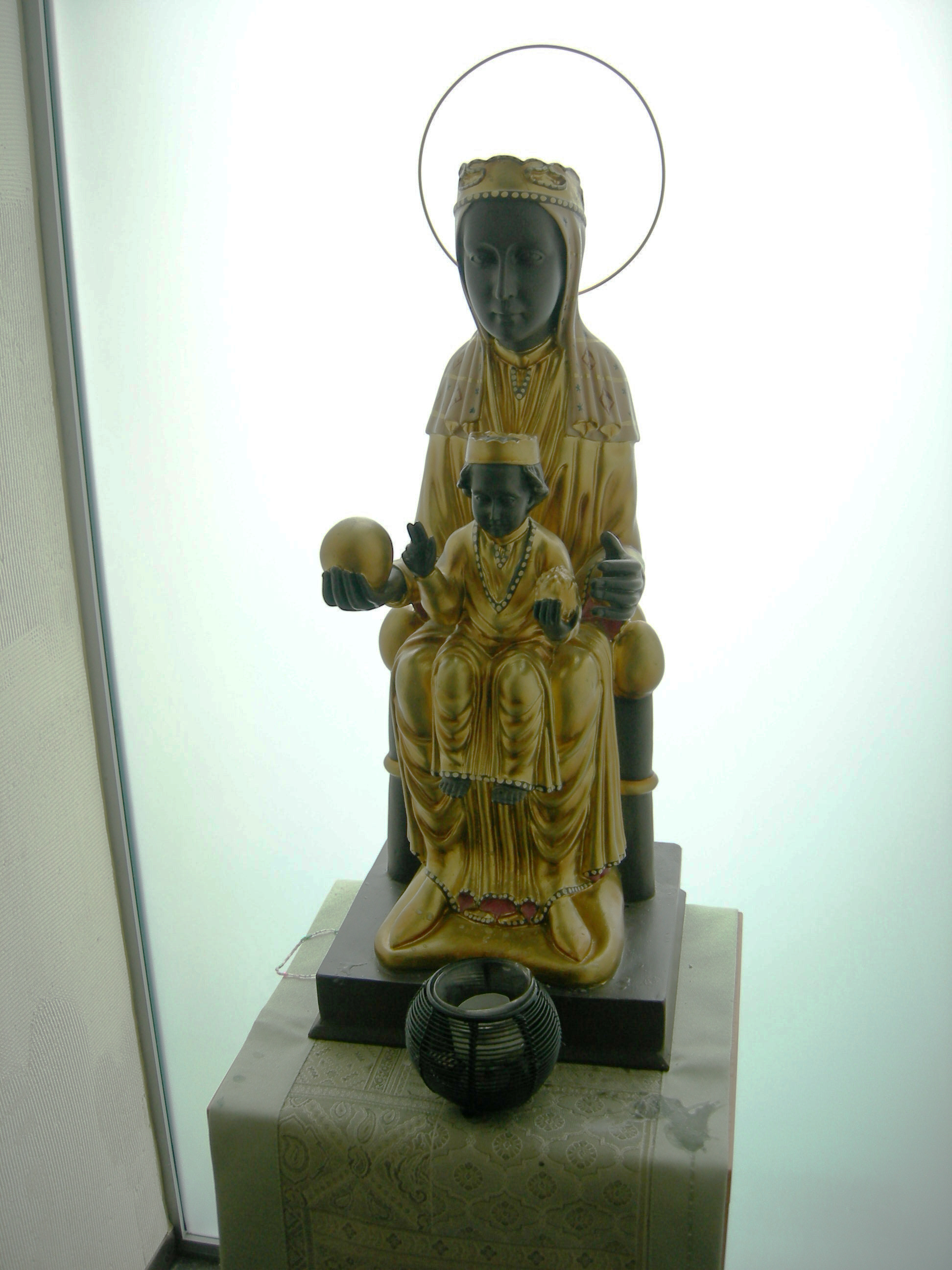
Zwarte madonna, Seattle

- Eureka, Missouri: De "Black Madonna Shrine" is een kopie van de Zwarte Madonna van Częstochowa
- New York, St. John the Divine
- New York, kapel van de bisschopssynode van de Russisch-Orthodoxe Kerk: in 1295 in Rilsk gevonden, vervolgens naar Koersk gebracht, na verwoestingen vermist, in 1945 in München teruggevonden en naar New York gebracht

## In Azië

#### Filipijnen
- Antipolo

#### Tatarstan
- Kazan

## Overige

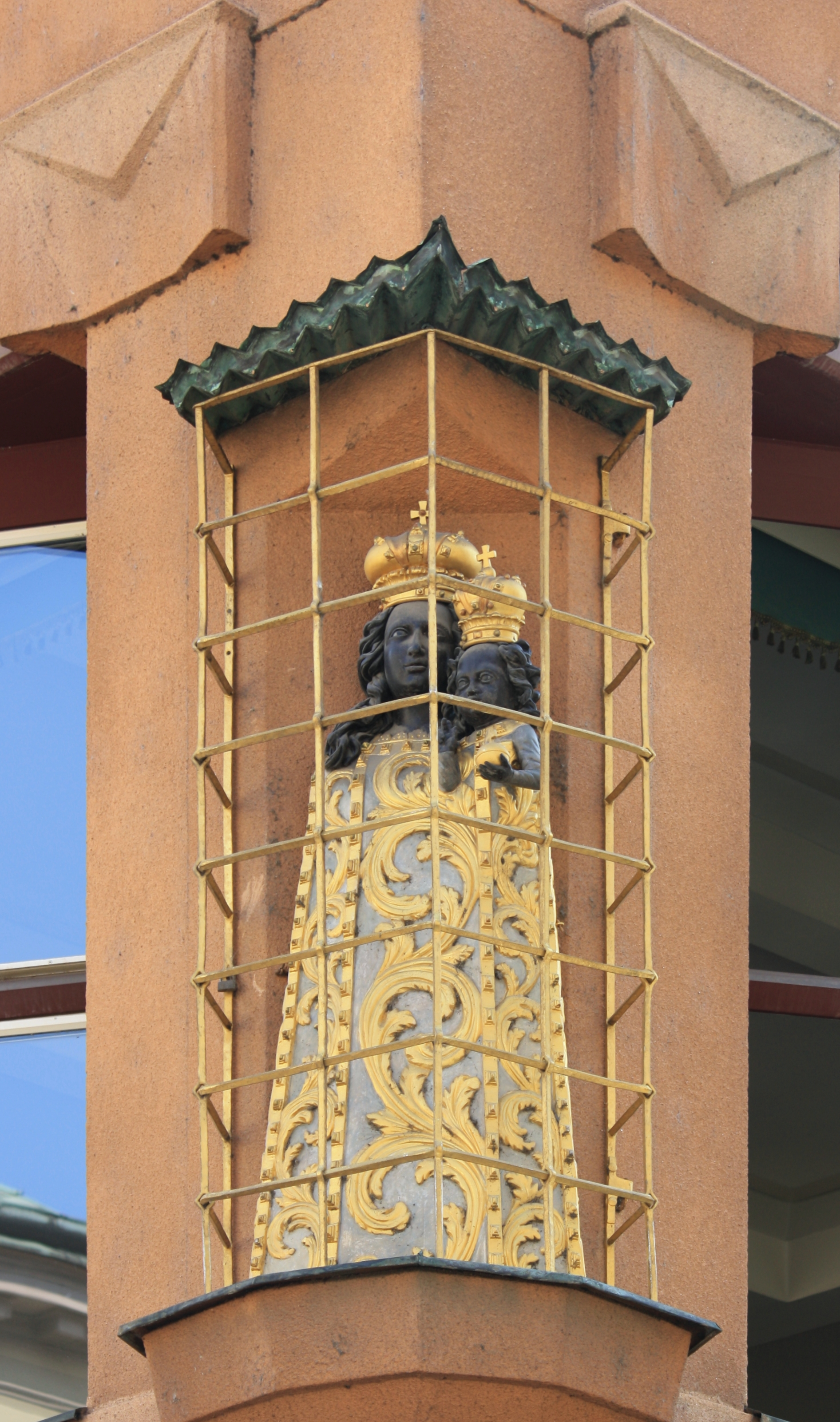
Huis van de Zwarte Madonna in Praag

- In Praag bevindt zich een kubistisch museum, dat het Huis van de Zwarte Madonna genoemd wordt.
- In Escipulas in Guatemala bevindt zich een sculptuur, die een zwarte Christusfiguur uitbeeldt. Deze wordt daar "Christo Negro" genoemd en als schutspatrones vereerd.
- In het Franse vissersdorp Les Saintes-Maries-de-la-Mer wordt de heilige Sara vereerd die als sculptuur uitgebeeld is. Zij is de beschermheilige van de Roma. Volgens de legende werden Maria Magdalena, Maria van Kleopas tezamen met Maria Salome, Martha en Lazarus op een schip zonder zeilen in zee gezet en waren zij bij Marseille gestrand, waarna zij in de Provence missiewerk bedreven. De cultus rond de zwarte Sara werd door de katholieke kerk nooit officieel erkend.